# Шарлота Савойска
Шарлота Савойска (на френски: Charlotte de Savoie; * ок. 11 ноември 1441, Шамбери, Франция; † 1 декември 1483, Амбоаз, Франция) е принцеса от Савойската династия и кралица на Франция като втора съпруга на Луи XI.

## Произход
Тя е дъщеря на Лудвиг Савойски (* 1413, † 1465), херцог на Савоя, и на Анна дьо Лузинян (* 1419, † 1462), кралица на Кипър. Нейни баба и дядо по бащина линия са Амадей VIII, 1-ви херцог на Савоя, и Мария Бургундска, а по майчина – Янус дьо Лузинян, крал на Кипър, и Шарлота дьо Бурбон-Ла Марк. Има единадесет братя и седем сестри:
- Амадей IX (*1435, † 1472), 3-ти херцог на Савоя, принц на Пиемонт, граф на Аоста и Мориен, съпруг на Йоланда Френска, дъщеря на краля на Франция Шарл VII
- Мария (* 1436, † 1437)
- Жан († 1440)
- Лудвиг (* 1437, † 1482), граф на Женева и крал на Кипър, съпруг на Анабела Шотландска, дъщеря на краля на Шотландия Джеймс I, и на Шарлота дьо Лузинян, кралица на Кипър
- Маргарита (* 1439, † 1485), маркграфиня на Монферат като съпруга на Джовани IV и графиня на Сен Пол и на Соасон като съпруга на Пиер II Люксембургски
- Ян (* 1440, † 1491), граф на Женева, барон на Фосини и на Бофор, съпруг на Елена Люксембургска и на Мадлен дьо Брос
- Аймон (* 1442, † 1443)
- Филип II Савойски, нар. Безземни (* 1438 или 1443, † 1497), родоначалник на кадетския клон Савоя-Брес и 7-и херцог на Савоя (1496 – 1497), съпруг на Маргарита дьо Бурбон, втора дъщеря на Шарл I, и на Клодин дьо Брос, дъщеря на Жан II дьо Брос, господар на Брусак и Сен Север, граф на Понтиевр
- Жак (* 1444, † 1445)
- Агнес (* 1445, † 1508), съпруга на Франсоа I Орлеански-Лонгвил
- Петър (* 1446, † 1458), абат на базилика Сант Андреа във Верчели, епископ на Женева, архиепископ на Тарантез
- Йохан Лудвиг (Жан-Луи) (* 1447, † 1482), църковно лице, администратор на Женевската епархия и администратор на Тарантез
- Мария (* 1448, † 1475), съпруга на конетабъл Лудвиг Люксембургски-Сен Пол, граф на Сен Пол и на Лини
- Бона (* 1449, † 1503), херцогиня на Милано като съпруга на Галеацо Мария Сфорца
- Жак (* 1450, † 1486), граф на Ромон, господар на Во, съпруг на Мария Люксембургска-Сен Пол
- Анна (*/ †1452)
- Франциск (* 1454, † 1490), архиепископ на Auch и администратор на Женевската митрополия
- Йоанна (Жана) (* ок. 1456).

Има и няколко природени братя и сестри от извънбрачни връзки на баща си.

## Биография

### Раждане
Датата на раждане на Шарлота Савойска не е ясно установена. Речникът на френската биография се задоволява с приблизителна дата – около 1442 г., но Пиер дьо Ваисиер я поставя през 1445 г. Родила първото си дете през 1458 г., Шарлота не може да е била на по-малко от 16 или 17 години и следователно не може да е родена през 1445 г. Освен това Самюел Гишенон доказва, че тя е била сгодена за първи път за херцога на Саксония Фридрих Саксонски, най-големият син на пфалцграфа на Саксония Фридрих II Саксонски, чрез договор, подписан в Лозана на 11 март 1443 г., в който за Шарлота се казва, че е "secundogenita illustris principis … Ludovici Dei gratia Ducis Sabaudiæ»: следователно тя вече е родена и е втора дъщеря на херцог Луи I Савойски и Анна дьо Лузинян. Младоженецът е Фридрих Саксонски, обаче възрастта за консумиране на брака е определена за него на 15 г. (което ни отвежда към 1454 г.), а тази на Шарлота на 12 г., следователно Шарлота би била родена през 1442 г. (или в края на 1441 г.). По неизвестни причини по-късно годежът е развален. Сгодена повторно за Луи, дофин и бъдещ крал на Франция като Луи XI, брачният договор е подписан на 28 януари 1451 г.; тя все още няма нужните 12 години.

### Брак
Дофинът Луи Френски, бъдещият крал Луи XI, се разбунтува срещу баща си, крал Шарл VII. Той бяга в своите земи в Дофине и преговаря тайно с Лудвиг I Савойски, който се съгласява да му даде дъщеря си за жена. Договорът е подписан на 14 февруари 1451 г. в Женева при францисканците.
Бракът е сключен на 9 март 1451 г. чрез пълномощник в Шамбери в Савоя, а след това на 2 април в Гренобъл в Кралство Франция. Шарлота е на 6 години (или по-вероятно на 9, виж по-горе), а младоженецът – на 27 г. Това е брак чрез пълномощник: принципен ангажимент, който ще бъде сключен или не, когато годениците навършат законовата възраст, което не е случаят тук, тъй като законната възраст за брак за момичета е определена от Католическата църква на 12 години. Дофинът Луи вероятно не е получил папското разрешение, необходимо за неговия съюз. Бракът, сключен без съгласието на френския крал, е вторият за дофина, тъй като първата му съпруга Маргарет Шотландска умира бездетна през 1445 г.
След брака Шарлота става дофина на Франция. За да избегне гнева на баща си, Луи намира убежище с младата си съпруга в двора на Филип III Добрия, херцог на Бургундия, който им предоставя замъка на Женап. Тъй като бракът не е денонсиран, той е валиден, но първото от децата на двойката няма да се роди, преди принцесата да е годна за брак, тоест на 12-годишна възраст по това време.
Въпреки достойнствата ѝ Луи я пренебрегва. След възкачването му на трона той незабавно я изоставя в Бургундия, където двамата са в изгнание, за да си осигури наследството, оставяйки младата кралица зависима от Изабела дьо Бурбон. Съвременник на Шарлота отбелязва, че макар тя да е отлична принцеса, тя не е от онези, които могат да донесат голяма радост на мъж. Въпреки това е похвалена за вкуса и превъзходството на личната си библиотека.
На 22 юли 1461 г. Шарлота става кралица на Франция, заемайки позицията до смъртта на съпруга си на 30 август 1483 г. Тя му ражда осем деца, от които три оцеляват: Шарл VIII, който става крал на Франция, Ан, която е регентка на Франция за брат си, и Жана, която става кралица на Франция като съпруга на Луи XII.

### Характер
Според хрониките от онова време Шарлота е надарена с посредствена красота. Тя не играе политическа роля, тъй като съпругът ѝ решава да премести резиденцията си в замъка в Плеси дю Пар ле Тур далеч от тази на семейството – замъка на Амбоаз, за да избегне намесата на служители на кралицата в държавните дела. Животът ѝ обаче е посветен не само на образованието на дъщерите ѝ, но и на отличното четене, с придобиването на голям брой книги. Също така замъкът на Амбоаз изпъква с богатството на своята библиотека. Въпреки оскъдните си средства кралицата има до смъртта си библиотекар и свирач на лютня. Този замък става люлката на Националната библиотека на Франция.
За разлика от съпруга си Шарлота почти не пътува. Годината 1470 обаче се отличава с голямото ѝ поклонническо пътуване. След раждането на дофина Шарл – единственият жизнеспособен мъжки наследник, тя отива в Ле Пюй ан Веле, за да благодари на Света Богородица, прекарвайки там празника на Вси светии.

### Смърт
В края на своя самотен живот болната Шарлота умира на 1 декември 1483 г. в Амбоаз на 42-годишна възраст, само няколко месеца след смъртта на съпруга си. Пожелава да бъде погребана до него в базиликата „Нотр Дам дьо Клери“ в Клери Сен Андре в днешния френски департамент Лоаре. Тази двойка по изключение не е погребана в Кралското абатство „Сен Дени“.

## Брак и потомство
∞ 14 февруари 1451 за Луи (* 3 юли 1423, Бурж; † 30 август 1483, замък Плеси ле Тур), дофин на Франция, бъдещ крал на Франция като Луи XI, най-големият син на крал Шарл VII и Мария Анжуйска, от когото има осем деца, три от които доживяват до зряла възраст:
- Луи (* 18 октомври 1458, † 1460)
- Йоаким (* 15 юли 1459, † 29 ноември 1459)
- Луиза (* юли 1460, † 1460)
- Ан дьо Божьо (* 3 април 1461, Женап, † 14 ноември 1522, Шантел), чрез брак херцогиня на Бурбон, бъдеща регентка на Кралство Франция; ∞ 1473 за Пиер II дьо Бурбон (* 1438, † 1503), херцог на Бурбон, от когото има две деца.
- Жана (* 23 април 1464, Ножан льо Роа, † 4 февруари 1505, Бурж), чрез брак кралица на Франция, ∞ за Луи XII (* 27 юни 1462; † 1 януари 1515), крал на Франция (7 април 1498 – 1 януари 1515), от когото няма деца.
- Франсоа (* / † 4 декември 1466, Орлеан), дофин на Виен
- Шарл (* 30 юни 1470, Амбоаз; † 7 април 1498, пак там), крал на Франция с името Шарл VIII; ∞ за Анна Бретанска (* 25 януари 1477, Нант; † 9 януари 1514, Блоа), потомствена херцогиня на Бретан, от която има шест деца.
- Франсоа (* 3 септември 1472, † юли 1473)